# نورثروپ وای‌ای-۹

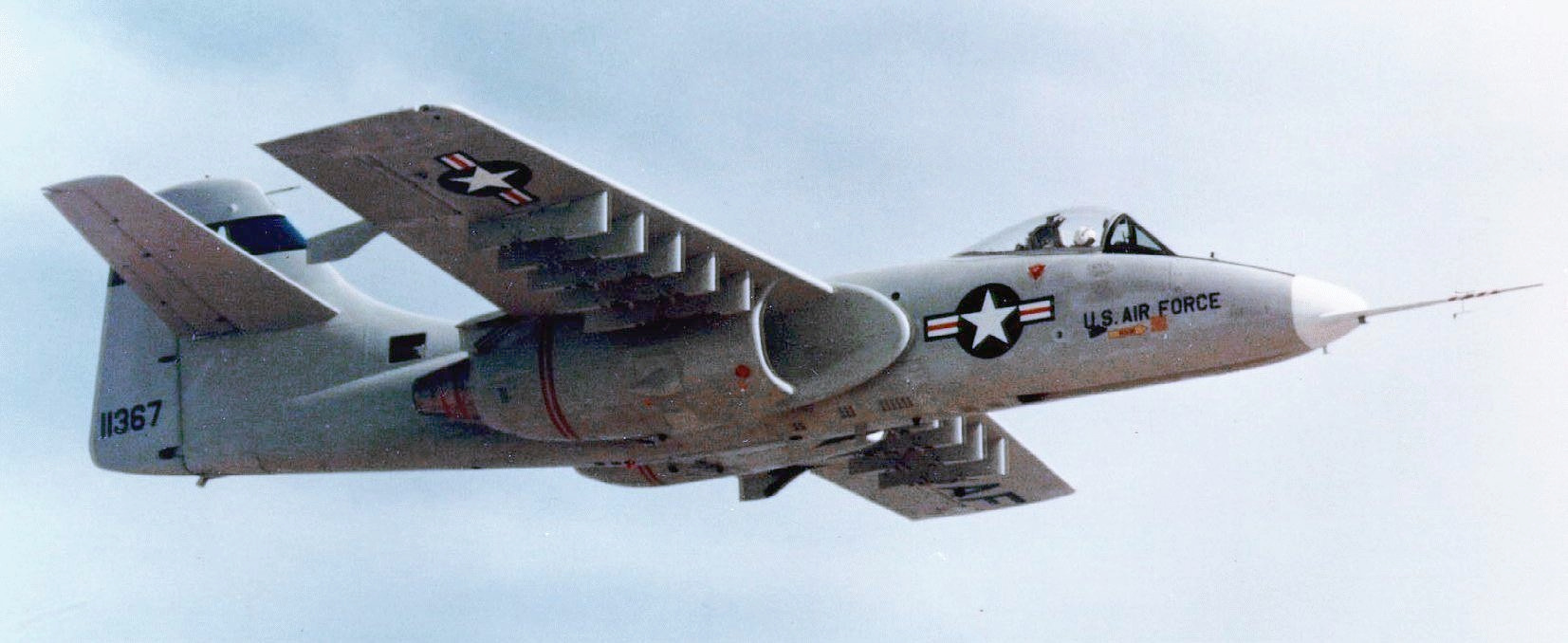
نمایی از نمونهٔ اولیهٔ جنگندهٔ تهاجمی نورثروپ وای‌ای-۹

نورثروپ وای‌ای-۹ یکی از گونه‌های اولیه جنگنده تهاجمی بود که برای نیروی هوایی ایالات متحده آمریکا گسترش یافت. اما بعد فرچایلد وای‌ای-۱۰ به آن ترجیح داده شد که بعدها به شکل ای-۱۰ تاندربولت ۲ به خدمت درآمد.